# FC Rouen
FC Rouen este un club de fotbal semiprofesionist din orașul Rouen, în regiunea Normandia, situată în Nordul Franței care evoluează în Championnat National. Rouen își dispută meciurile de acasă pe stadionul Robert Diochon, stadion ce aparține orașului Le Petit-Quevilly, care se află la aproximativ 6 km de orașul Rouen.

## Palmares
Clubul de la Rouen a câștigat două trofee profesioniste: campionatul francez de divizie a doua în 1936 și cel din 1982 - Grupa B.
| Campionatele Naționale | Cupele Naționale |
| - Campionatul Franței (1) : - Campioni : 1940, 1945 - neoficial. - Locul 4 : 1937, 1938, 1961, 1969. - Liga a II-a - Ligue 2 (2) : - Campioni : 1936, 1982 (grupa B). - Locul 2 : 1934, 1971, 1975, 1977, 1982. - Liga a III-a - National (0) : - Locul 2 : 1987. - Liga a IV-a - National 2 (3) : - Campioni : 2009. - Liga a V-a - National 3 (2) : - Campioni : 1999, 2019. | - Cupa Franței (0) : - Finalistă : 1925. - Semifinale : 1922, 1923, 1924, 1937, 1940, 1941, 1943, 1952. - Cupa Ligii (0) : - Finalistă : 1964. - Optimi : 1992. |

## Cupa Ligii
| Sezon | Club Sportiv | Scor  | Adversar      | Runda      |
| ----- | ------------ | ----- | ------------- | ---------- |
| 1964  | Rouen        | 0 - 2 | Strasbourg    | Finala     |
| 1964  | Rouen        | 2 - 2 | Saint-Étienne | Semifinale |
| 1964  | Rouen        | 5 - 4 | Nantes        | Sferturi   |